# 赵忠 (少将)
赵忠（？—），男，汉族，中國共產黨黨員，中華人民共和國政治人物、軍事人物、中國人民解放軍少將。现任中共黑龙江省委常委、黑龙江省军区政治委员。
在仼黑龍江省军区政委期間，出席2022年5月21日舉行的黑龙江省国防教育进校园工作暨少年军校建设观摩会丶以及出席2021年9月舉行的，黑龙江省暨哈尔滨市烈士纪念日向英雄烈士敬献花篮仪式。